# Лестница и пристань с тремя львами

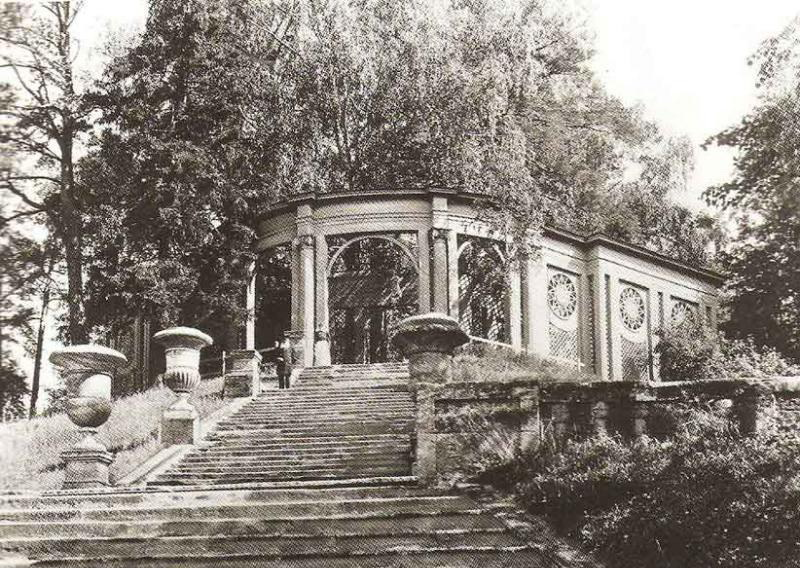
Лестница и Трельяж, 1910 год

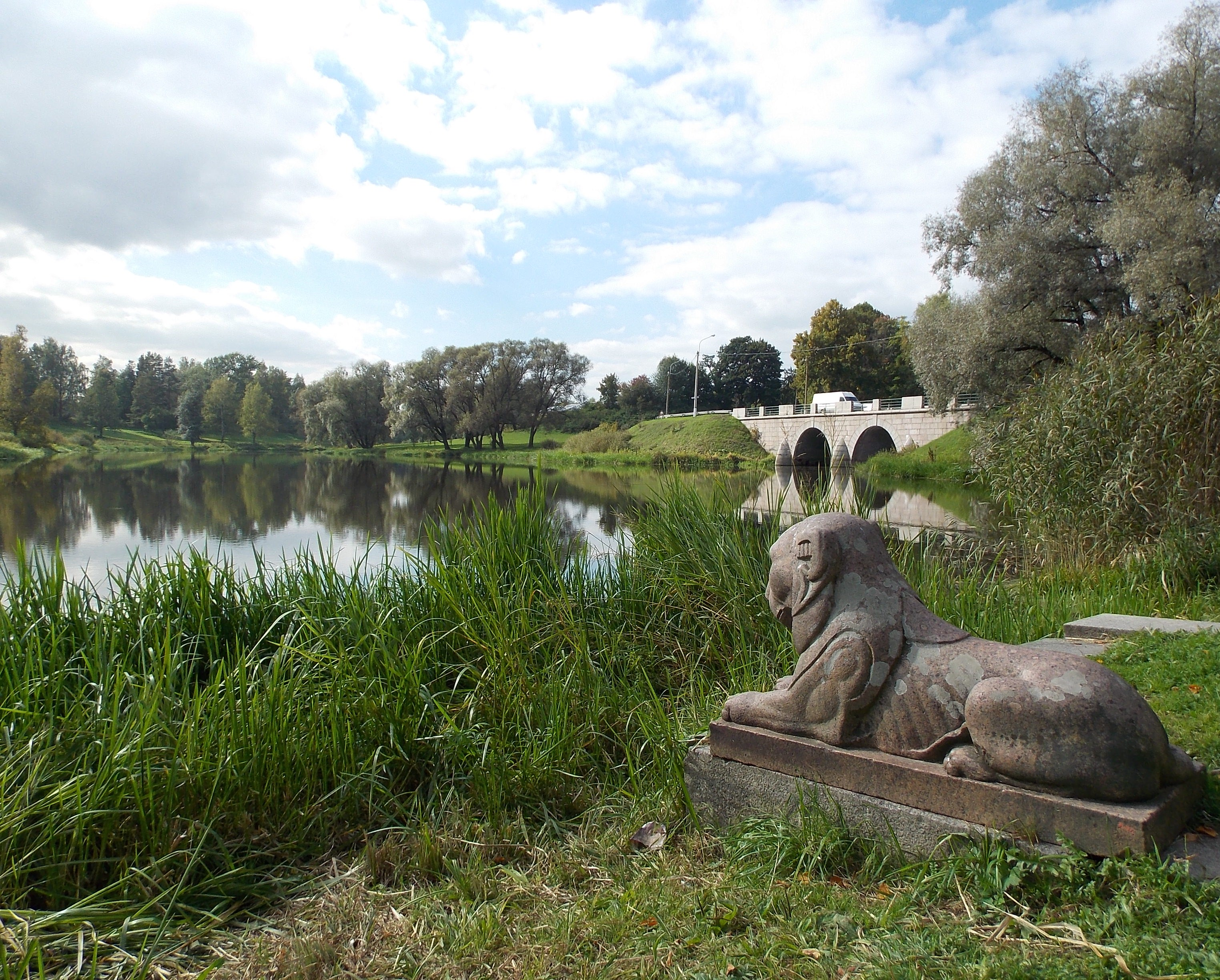
Лев в 2014 году

Лестница и пристань с тремя львами (Трельяжная лестница) — памятник архитектуры. Расположен в Павловске, в парке Мариенталь, на берегу Мариентальского пруда рядом с Садовой улицей.
В начале 1790-х годов на холме на правом берегу реки Славянки В. Бренна построил ажурный деревянный Трельяж (не сохранился). В 1795—1797 годах он же построил пристань и длинную широкую лестницу с ограждением из низких каменных блоков (из пудостского известняка). У лестницы сделаны две площадки на одном уровне с опоясывающими холм дорожками, одна из площадок окружена балюстрадой. На ограждении было установлено шесть статуй (в частности, Афродита Каллипига, перенесённая к Вольеру), которые со временем заменили на четыре вазы олонецкого мрамора (по другим данным, изначально было установлено четыре статуи — Живопись, Скульптура, Архитектура и Поэзия, — четыре вазы и восемь львов).
В 1800—1803 годах четыре льва располагалось на уступах лестницы и четыре — попарно по краям пристани. Львы сделаны «в египетском вкусе» из алебастра, в 1817 году из Академии Художеств в Павловск были доставлены гранитные скульптуры, в 1820-е годы вместо 4 львов на уступах уже стояли вазы.
В 1809 году пристань была перестроена по проекту А. Н. Воронихина. Львы могли быть установлены на лестницу как по его проекту, так и по проекту В. Бренны до Воронихина.
Один из львов пропал во время Великой Отечественной войны (статую пытались искать на дне Мариентальского пруда, но не нашли), на 1985 год было установлено только две фигуры (для симметрии, третьего льва перенесли к дворцу в 1960-е годы). Одну из ваз сбросили и разбили красноармейцы в 1920 году, как минимум с 1938 года остальные вазы также отсутствуют.
Лестница находится в аварийном состоянии. В 2019 году львы для сохранности были перенесены на территорию ГМЗ «Павловск» на крыльцо у паркового фасада северного прямоугольного корпуса Павловского дворца, их возвращение на историческое место на 2020 год не планировалось.